# Rozel (Kansas)
Pour les articles homonymes, voir Rozel.
Rozel est une municipalité américaine située dans le comté de Pawnee au Kansas. Lors du recensement de 2010, sa population est de 156 habitants.

## Géographie
Rozel se trouve dans le centre du Kansas, au sud de la Pawnee River.
La municipalité s'étend sur 0,17 mille carré (0,44 km2).

## Histoire
La localité est fondée en 1886 par l'Arkansas Valley Town and Land Company ; elle est nommée d'après la fille de l'un de ses membres prénommée Rozella. Le bureau de poste local porte le nom de Keysville (1878) puis de Ben Wade (1881) avant d'être déplacé à Rozel en 1893. La communauté devient une municipalité en 1929. Rozel était autrefois desservie par l'Atchison, Topeka and Santa Fe Railway.

## Démographie
Selon l'American Community Survey de 2018, Rozel a une population exclusivement blanche et plutôt âgée (avec un âge médian de 51 ans, supérieur de 13 ans aux États-Unis). Malgré un revenu médian par foyer de 46 875 dollars, bien inférieur au Kansas (57 422 dollars) et au pays (60 293 dollars), Rozel connaît un taux de pauvreté similaire (10,1 % contre 12 % et 11,8 %),.